# Deng Jiaxian
Deng Jiaxian (en chinois simplifié : 邓稼先 ; en chinois traditionnel : 鄧稼先 ; en pinyin : Deng Jiaxian ; Wade-Giles : Teng Chia-hsien), né le 25 juin 1924 à Anqing et mort le 29 juillet 1986 à Pékin, est un physicien nucléaire chinois et un membre de l'Académie chinoise des sciences et du Parti communiste chinois. Il est un organisateur de premier plan et un contributeur clé du programmes d'armes nucléaires chinois.
Après avoir obtenu son doctorat en physique à l'université Purdue aux États-Unis en 1950, il décide de retourner en Chine pour contribuer au développement scientifique de la République populaire nouvellement fondée. À partir de 1958, Deng passe plus de 20 années de travail en secret avec une équipe de jeunes scientifiques sur le développement de la première bombe nucléaire et de la bombe à hydrogène chinoises, aboutissant à leurs succès en 1964 et 1967.
Deng Jiaxian est considéré comme le père du programme nucléaire de la Chine. En 1999, la Médaille du mérite national lui a été décerné à titre posthume pour ses contributions à la science militaire chinoise, au même titre que 22 autres scientifiques.